# John Metgod
John Metgod (* 27. února 1958 Amsterdam) je bývalý nizozemský fotbalista, obránce. Po skončení aktivní kariéry působil jako trenér.

## Fotbalová kariéra
Začínal v týmu HFC Haarlem. V nizozemské lize hrál za AZ Alkmaar, se kterým získal v roce 1981 mistrovský titul a třikrát vyhrál nizozemský fotbalový pohár. Po přestupu do Realu Madrid nastoupil ve španělské lize ve 49 utkáních a dal 1 gól. Dále hrál v Anglii za Nottingham Forest FC a Tottenham Hotspur FC, v anglické nejvyšší soutěži nastoupil ve 128 utkáních a dal 15 gólů. Kariéru končil po návratu do Nizozemí ve Feyenoordu, se kterým získal v roce 1993 mistrovský titul a třikrát vyhrál nizozemský fotbalový pohár. Celkem v nizozemské nejvyšší soutěži nastoupil ve 359 utkáních a dal 38 gólů. V Poháru mistrů evropských zemí nastoupil v 6 utkáních, v Poháru vítězů pohárů nastoupil v 25 utkáních a dal 1 gól a v Poháru UEFA nastoupil ve 20 utkáních a dal 2 góly. Za nizozemskou reprezentaci nastoupil v letech 1978-1983 ve 21 utkáních a dal 4 góly. Byl členem nizozemské reprezentace na Mistrovství Evropy ve fotbale 1980, ale v utkání nenastoupil.

## Ligová bilance
| Ročník                                 | Zápasy | Góly | Klub                 |
| -------------------------------------- | ------ | ---- | -------------------- |
| 2. nizozemská liga 1975/76             | 32     | 1    | HFC Haarlem          |
| Eredivisie 1976/77                     | 30     | 5    | AZ Alkmaar           |
| Eredivisie 1977/78                     | 34     | 9    | AZ Alkmaar           |
| Eredivisie 1978/79                     | 32     | 1    | AZ Alkmaar           |
| Eredivisie 1979/80                     | 34     | 4    | AZ Alkmaar           |
| Eredivisie 1980/81                     | 34     | 3    | AZ Alkmaar           |
| Eredivisie 1981/82                     | 31     | 3    | AZ Alkmaar           |
| Primera División 1982/83               | 32     | 0    | Real Madrid          |
| Primera División 1983/84               | 17     | 1    | Real Madrid          |
| Football League First Division 1984/85 | 40     | 6    | Nottingham Forest FC |
| Football League First Division 1985/86 | 39     | 6    | Nottingham Forest FC |
| Football League First Division 1986/87 | 37     | 3    | Nottingham Forest FC |
| Football League First Division 1987/88 | 12     | 0    | Tottenham Hotspur FC |
| Eredivisie 1988/89                     | 30     | 3    | Feyenoord            |
| Eredivisie 1989/90                     | 27     | 4    | Feyenoord            |
| Eredivisie 1990/91                     | 32     | 0    | Feyenoord            |
| Eredivisie 1991/92                     | 34     | 3    | Feyenoord            |
| Eredivisie 1992/93                     | 34     | 2    | Feyenoord            |
| Eredivisie 1993/94                     | 7      | 1    | Feyenoord            |
| CELKEM 1. nizozemská liga              | 359    | 39   |                      |
| CELKEM 1. španělská liga               | 49     | 1    |                      |
| CELKEM 1. anglická liga                | 359    | 38   |                      |